# Habrotrocha elegans
Habrotrocha elegans är en hjuldjursart som först beskrevs av Colin Milne 1886.  Habrotrocha elegans ingår i släktet Habrotrocha och familjen Habrotrochidae. Arten är reproducerande i Sverige. Inga underarter finns listade i Catalogue of Life.